# Die siebente Nacht
Die siebente Nacht (Originaltitel: The Command) ist ein US-amerikanischer Western von David Butler aus dem Jahr 1954. Der Film basiert auf dem Roman Rear Guard von James Warner Bellah.

## Handlung
Eine Kavallerie-Einheit macht sich auf den Weg in ein nahe gelegenes Indianerreservat, um eine vermisste Siedlerfamilie zu suchen. Dabei wird der Trupp von Indianern überrascht, und es kommt zu vielen Verlusten. Unter den Gefallenen ist auch der Anführer der Einheit, so dass der mitgereiste Arzt die Truppe als Anführer übernimmt. Mit List und Geschicklichkeit und unter weiteren Verlusten kann das sichere Fort erreicht werden.

## Hintergrund
Der Film wurde von der Produktionsfirma Warner Bros. fertiggestellt und vertrieben. Der Western wurde in Stereo, bei einem Seitenverhältnis von 1,37:1 auf einem 35-mm-Film, aufgenommen, gleichzeitig wurde eine  CinemaScope-Version erstellt. Drehorte waren die Städte Agoura, Thousand Oaks und Calabasas in Kalifornien.
Der Film feierte am 15. Januar 1954 in New York City seine Premiere. In die US-amerikanischen Kinos kam der Western am 13. Februar. In Westdeutschland war der Film ab dem 18. Mai und in Österreich ab November 1954 zu sehen.

## Rezeption
Der Filmdienst beschreibt Die siebente Nacht als „Wenig aufregender Western mit pathetischen Momenten“. Die New York Times fand den Western „harmlos“, lobte aber die darstellerische Leistung der Schauspieler.